# Тетраборид лютеция
Тетраборид лютеция — бинарное неорганическое соединение
лютеция и бора с формулой LuB4,
кристаллы.

## Получение
- Сплавление чистых веществ:

{\displaystyle {\mathsf {Lu+4B\ {\xrightarrow {2550^{o}C}}\ LuB_{4}}}}

## Физические свойства
Тетраборид лютеция образует кристаллы
тетрагональной сингонии,
пространственная группа P 4/mbm,
параметры ячейки a = 0,7036 нм, c = 0,3974 нм, Z = 4.